# Guldensporen Stadion
Guldensporen Stadion – wielofunkcyjny stadion, położony w mieście Kortrijk, Belgia. Swoje mecze na tym obiekcie rozgrywa zespół piłkarski K.V. Kortrijk. Jego pojemność wynosi 6 896 miejsc.